# Milledgeville (Illinois)
Milledgeville – wieś w Stanach Zjednoczonych, w stanie Illinois, w hrabstwie Carroll.